# Jenny Donnet
Jennifer „Jenny“ Barbara Donnet (* 26. Mai 1963 im Bundesstaat New South Wales) ist eine ehemalige australische Wasserspringerin. Sie gewann zwei Goldmedaillen und eine Silbermedaille bei den Commonwealth Games.

## Leben
Jenny Donnets Mutter Barbara McAulay und ihre Tante Irene Donnet hatten bereits bei Vorläufern der Commonwealth Games Wettbewerbe im Wasserspringen gewonnen, ihr Vater war Trainer. So fand Jenny Donnet schon recht früh zum Wasserspringen.
Bei den Olympischen Spielen 1980 in Moskau erreichte die Australierin Valerie McFarlane jeweils das Finale. Jenny Donnet schied sowohl im Kunstspringen als auch im Turmspringen in der Qualifikation aus. Zwei Jahre später bei den Commonwealth Games 1982 in Brisbane siegte Jenny Donnet vom Drei-Meter-Brett vor der Kanadierin Sylvie Bernier und Valerie McFarlane-Beddoe. 1984 fanden die Olympischen Spiele in Los Angeles statt. Jenny Donnet erreichte als Zwölfte des Vorkampfs und einzige Australierin das Finale im Kunstspringen und belegte im Endkampf den neunten Platz.
Bei den Commonwealth Games 1986 in Edinburgh siegte im Kunstspringen die Kanadierin Debbie Fuller mit fast 20 Punkten Vorsprung vor Jenny Donnet. Zwei Jahre später bei den Olympischen Spielen in Seoul erreichte Donnet als Elfte der Qualifikation erneut das olympische Finale und belegte den zehnten Platz. Wie 1984 war sie die einzige Australierin im Endkampf. 1990 bei den Commonwealth Games in Auckland startete Jenny Donnet zweimal. Nach dem fünften Platz vom Ein-Meter-Brett siegte sie vom Drei-Meter-Brett mit über 30 Punkten vor der Kanadierin Barbara Bush. Bei ihrer vierten Olympiateilnahme 1992 in Barcelona war Jenny Donnet Fahnenträgerin ihrer Mannschaft bei der Eröffnungsfeier. Als 15. der Qualifikation verpasste sie den Endkampf im Kunstspringen um etwa sechs Punkte.